# Semi-deserto del bacino di Zungaria
Il semi-deserto del bacino di Zungaria è un'ecoregione dell'ecozona paleartica, definita dal WWF (codice ecoregione: PA1317).

## Territorio
Situato tra le catene montuose del Tien Shan e dell'Altai, nella Cina nord-occidentale, il bacino di Zungaria è simile per molti aspetti al più vasto bacino del Tarim che si estende a sud, al di là delle montagne del Tien Shan. Diversamente da quest'ultimo, però, il bacino di Zungaria è aperto a nord-ovest attraverso una serie di grandi vallate che si aprono nelle catene montuose circostanti. Esposto così alle correnti di aria fredda provenienti dalla Siberia, presenta temperature più fredde e riceve maggiori quantità di precipitazioni rispetto ai bacini chiusi posti più a sud. Le regioni al centro del bacino ricevono in media ogni anno tra gli 80 e i 100 mm di pioggia, mentre quelle periferiche tra i 100 e i 250 mm.
In questo bacino è situato il deserto del Gurbantunggut, il secondo più vasto della Cina. Dal momento che vi è un ampio deflusso dalle montagne circostanti, nel bacino si trovano anche alcuni laghi, il maggiore dei quali è lo Zaysan, in Kazakistan. Dato che i versanti settentrionali del Tien Shan ricevono più precipitazioni di ogni altra catena montuosa di questa parte della Cina, le pianure lungo il margine meridionale del bacino di Zungaria sono adatte all'agricoltura irrigua.

## Flora
La vegetazione di questo deserto è costituita da stentati arbusti di Anabasis brevifolia, mentre le aree periferiche consentono lo sviluppo di una boscaglia nana dominata da cespugli di saxaul (Haloxylon ammodendron) e dalla gimnosperma Ephedra przewalskii. In quanto nel deserto del Gurbantunggut vi è abbastanza umidità da permettere la presenza di un po' di vegetazione, nella maggior parte del suo territorio le sabbie sono state stabilizzate. Solo il 5% circa della sua superficie è costituita da dune mobili, mentre nel Taklamakan del bacino del Tarim, al confronto, le dune mobili occupano l'85% della superficie. In passato, ai piedi delle montagne, esisteva una comunità biologicamente ricca di prati, zone paludose e foreste rivierasche, ma la maggior parte di queste aree è stata sostituita da coltivazioni irrigue nel corso degli ultimi secoli. Il processo è divenuto più rapido in questi ultimi decenni, in quanto il governo cinese è ansioso di trasferire in luoghi come questo una parte della popolazione proveniente dall'affollata regione orientale del Paese.
Nelle oasi nel settore orientale del bacino di Zungaria cresce il pioppo dell'Eufrate (Populus euphratica), un albero che forma boschetti decidui in luoghi dove lo scioglimento delle nevi sulle montagne circostanti fa innalzare il livello della falda freatica. Nelle oasi crescono anche Nitraria roborowskii, N. sibirica, Stipa splendens, tamerici (Tamarix ramosissima) e salici (Salix ledebouriana). Caragana e altre leguminose arbustive forniscono ottime foglie da brucare ad ungulati selvatici e domestici. Sulle dune sabbiose predomina Nitraria sphaerocarpa.

## Fauna
Il bacino di Zungaria è stata una delle ultime roccaforti del cavallo di Przewalski (Equus ferus) allo stato selvatico. Pochi secoli fa, il cavallo selvatico popolava, con due distinte sottospecie, foreste e pianure dell'intera fascia di territorio compresa tra la Mongolia orientale e l'Europa centrale. Con il passare del tempo, la specie venne spinta sempre più verso le steppe e gli habitat semidesertici ed oggi è probabilmente estinta in natura. Tuttavia, è riuscita a sopravvivere in cattività e nel 2014 negli zoo di tutto il mondo se ne contava una popolazione di 1988 esemplari, oltre ai vari esemplari reintrodotti in natura in vari siti dell'Asia centrale. Così, dopo la sua scomparsa, il cavallo di Przewalskii è tornato nuovamente nelle steppe della Zungaria. Purtroppo, l'intera popolazione discende tutta da appena 12 esemplari, e la perdita di diversità genetica e gli accoppiamenti tra conspecifici costituiscono una seria minaccia.
La parte nord-orientale del bacino di Zungaria ricade entro il confine mongolo e comprende parte dell'area rigorosamente protetta del Grande Gobi B, una riserva della biosfera internazionale. La Zungaria, ricoperta per la maggior parte da una steppa desertica, fornisce un importante habitat alle più grandi mandrie rimaste al mondo di asino selvatico (Equus hemionus), nonché a branchi di gazzella gozzuta (Gazella subgutturosa). Nell'area rigorosamente protetta del Grande Gobi A, che si estende a cavallo tra il bacino di Zungaria e il semi-deserto dell'Alashan, l'ecoregione situata ad est, vivono alcuni degli ultimi esemplari selvatici di cammello della Battriana (Camelus ferus). Questa parte del bacino è perfetta per la sopravvivenza di questa specie, in quanto è abbastanza umida da sostenere un po' di vegetazione arbustiva.
Questa ecoregione ospita un solo mammifero endemico, il merione di Cheng (Meriones chengi), una specie di gerbillo. Vivono qui anche varie specie di quei piccoli roditori chiamati gerboa (famiglia Dipodidae), creature adattatesi perfettamente a scavare e saltare in habitat sabbiosi. Hanno zampe posteriori lunghe cinque volte quelle anteriori e code lunghe e flessibili. Esistono varie specie endemiche dei deserti dell'Asia centrale e sono in grado di compiere balzi di 3 m.
Altre specie degne di nota sono il geco di Przewalski (Teratoscincus przewalskii), una bellissima lucertola notturna dagli splendidi colori endemica dell'Asia centrale, e altri rettili come il geco dalle dita sottili di Kashgar (Tenuidactylus elongatus) e il boa delle sabbie di Tartaria (Eryx tataricus).

## Conservazione

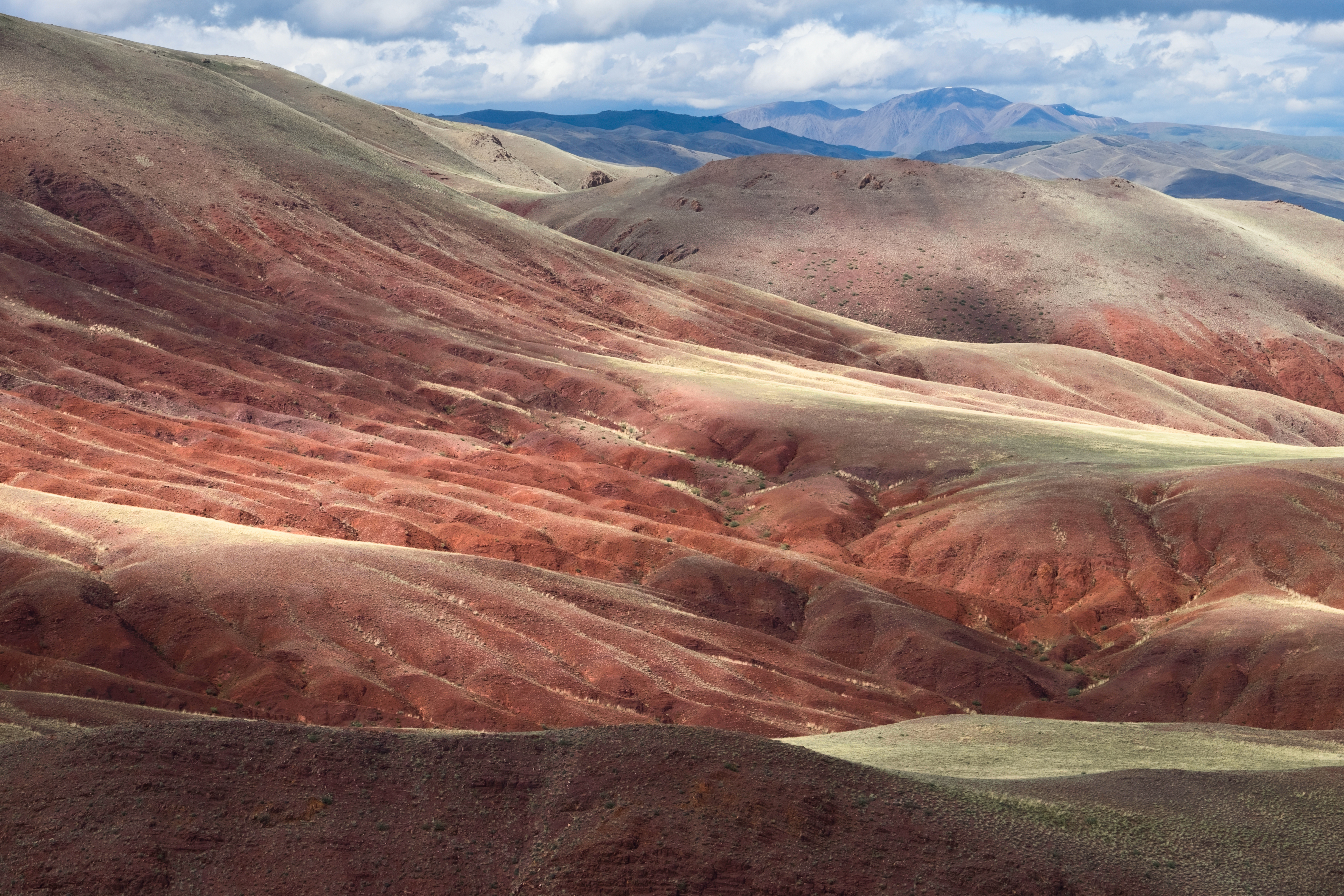
I monti Altai a ridosso del bacino di Zungaria. Sebbene i due Stati non confinino direttamente tra di loro, il punto più occidentale della Mongolia dista poco di meno di 50 km dal Kazakistan.

Le esplorazioni petrolifere e le estrazioni di greggio sono potenzialmente dannose per questa ecoregione, a meno che non siano effettuate con la massima cura per l'ambiente circostante.
Nella regione della Zungaria appartenente alla Mongolia, più incontaminata, le minacce comprendono l'utilizzo incontrollato di veicoli a motore e l'eccessivo consumo ed inquinamento delle scarse risorse idriche naturali da parte degli esseri umani e del bestiame domestico. Alcune aree sono minacciate anche dal pascolo incontrollato.